# 松江河
松江河位于中华人民共和国吉林省抚松县中部，是头道松花江右岸支流，发源于抚松县东南部，长白山自然保护区白云峰西麓，蜿蜒西北流经白西林场、小山水库、松江河镇，至阎王鼻子转西流，于抚松县城抚松镇北郊汇入头道松花江。河长143千米，河道比降4.6‰，总落差1637米，流域面积1935平方千米。年均径流量11.04亿立方米。流域内多为原始森林和次生林，植被良好，森林覆盖率约为73%。松江河水力资源丰富，水力资源理论蕴藏量79.7兆瓦，技术可开发量563.6兆瓦。
松江河水电梯级开发由小山水电站、双沟水电站、石龙水电站3座水电站及松江、三道松江河2座引水工程组成。由国家开发银行投资70%，吉林省人民政府投资30%。总装机容量510MW。多年平均发电量8.369亿kWh。东北水电勘测设计院于六十年代初期开始设计，于1967年编写了《第二松花江上游水电站查勘选点报告》，提出把松江河水通过小山水电站发电隧洞引入漫江，即松-漫跨流域引水开发方案。但漫江下游不利开发条件多。1973至1975年，东北水电勘测设计院根据水电部下达的《二松上游规划》的任务要求，研究并编写了《头道松花江水力梯级研究报告》，着重研究了漫江与松江河各自单独开发的方案，漫江上选了漫江、松山、南天门、石头河口、抚松5级开发；松江河选择了小山、板石河口、双沟、石龙、北江5级，推荐北江与双沟为第一期工程。单独开发可充分利用资源，但投资多，工程大的不够大，小的不够小（地方政府难以独立完成）。1981年至1983年东北水电勘测设计院提出了《漫江-松江河引水规划报告》。1983年11月水电部以《对漫松饮水开发规划的审批意见》(83)水电水规字第44号文件批复，定名为《松江河梯级水电站工程》。1985年底东北水电勘测设计院完成了松江河梯级水电站可行性研究报告，1986年7月水电部以(86)水电水规字第67号文件批复，同意松江河梯级电站先按常规开发。1987年10月组织专家评估，东北水电勘测设计院全面开展了松江河梯级水电站初步设计阶段的勘测、设计与试验研究工作。1990年能源部水规总院下发《关于松江河梯级水电站工程初步设计的批复》。国家计委1991年5月正式批复《松江河梯级水电站设计任务书》。1992年东北水电勘测设计院与松江河发电厂筹建处签订松山引水工程、小山水电站（含三道松江河引水工程）技术施工工程设计合同书。松江河水电梯级开发的业主为1997年8月1号成立的松江河发电厂，隶属于吉林省电力有限公司管理。2009年11月12日，松江河发电厂股权整体划转到东北电网有限公司管理。2011年4月21日，松江河发电厂成建制划转到国家电网新源公司管理，2011年底松江河发电厂改制成为国网新源公司全资子公司“吉林松江河水力发电有限责任公司”，有员工159人，其中中高级技术职称100人。
三道松江河为松江河左岸的一级支流，河道全长75km，河床比降6.2‰，流域面积382km2。三道松江河引水工程在红旗村以下3km处（铁路桥下游1km处），修建一座坝顶长175m，最大坝高22m、坝顶高程716.60m的混凝土重力坝，由两岸的挡水坝和河床的溢流坝组成。形成一座库容80万m3的小型水库，正常高水位713m，死水位708m，三十年一遇设计洪水位715.60m，相应最大泄量503m3/s，二百年一遇校核洪水位716.60m，相应最大泄量836m3/s。坝址以上控制流域面积347km2，流域内多年平均降水量820mm，多年平均径流深500mm，多年平均径流量1.35亿m3，多年平均流量4.28m3/s。开挖一条长1480m，内径4mX3m的引水隧洞，进口高程704.05m，出口高程702.56m，把三道松江河10m3/s河水引入大牛沟，在引水隧道出口处修建一座小型的大牛沟水电站（2台320kW机组），年发电183万度；增加小山水电站的发电量2916万kWh。多年平均引用流量4.09m3/s。三道松江河引水工程进场路已经完成，引水隧洞明挖基本完成，征林征地拆迁工作完成，目前尚未施工。
双沟抽水蓄能机组规划，以双沟水电站为上库，石龙水电站为下库，石龙大坝给蓄能电站预留了1.5米坝高。受石龙水库调节库容限制，双沟抽水蓄能机组总容量为500MW，建设地下厂房折线方案，采用2洞4机，单机容留125MW。
双沟水库为多年调节，小山水库为年调节，石龙水库为日调节，北江水电站为径流发电无调节。再由于发电引用流量上游水电站，下游水电站小，北江水电站仅为116m3/s，因此上游敞开发电时，下游如果没有预先腾出库容就不得不弃水。为此，在蓄水期发电高峰前，下游水库要提前消落水位尽量低。日负荷安排时，每天17时至22时的晚高峰优先安排小山水电站机组顶峰；当调峰容量不足时，安排下游双沟、石龙、北江水电站合理分配负荷，尽可能安排双沟、石龙单机运行，以减少北江水电站弃水。每天11时至13时的午间小高峰，由石龙和北江水电站合理分配负荷，并为晚高峰运行提前腾库。多年运行，松山、小山、双沟、石龙水库水量利用率100%，北江水电站为90%。
| 工程名称           | 总库容 （亿m3） | 装机容量 (MW)  | 工程等级 | 正常运行时 洪水重现期 (年) | 非常运行时 洪水重现期 (年) | 坝址以上 流域面积 (km2) | 引水后 流域面积 (km2) | 多年平均 年径流量 (亿m3) | 多年平均 流量 (m3/s) | 设计 洪水位 (m) | 死水位 (m) | 调节库容 (亿m3) | 多年平均 发电量 (亿kWh) | 坝顶高程 (m) | 最大坝高 (m) | 发电引用 流量 (m3/s) |
| ------------------ | --------------- | -------------- | -------- | -------------------------- | -------------------------- | ----------------------- | --------------------- | ------------------------ | -------------------- | --------------- | ---------- | --------------- | ----------------------- | ------------ | ------------ | -------------------- |
| 松山引水工程       | 1.38            | (引用50m3/s)   | II       | 100                        | 2000                       | 1302                    | 1302                  | 7.632                    | 24.2                 | 711.0           | 671.0      | 1.07            | -                       | 715.0        | 78.0         | (60)                 |
| 小山水电站         | 1.07            | 160            | II       | 100                        | 2000                       | 905                     | 2554                  | 5.897                    | 18.7                 | 683.0           | 664.0      | 0.53            | 3.244                   | 685.3        | 86.3         | 200                  |
| 双沟水电站         | 3.91            | 280            | II       | 100                        | 2000                       | 1664                    | 2966                  | 8.830                    | 28.0                 | 585.91          | 567.0      | 1.45            | 3.868                   | 589.7        | 109.7        | 325.74               |
| 石龙水电站         | 0.40            | 70             | III      | 100                        | 500                        | 1706                    | 3008                  | 9.051                    | 28.7                 | 481.05          | 478.0      | 0.02            | 1.257                   | 485.0        | 43.0         | 247.18               |
| 三道松江河引水工程 | 0.026           | (引用11.9m3/s) | IV       | 50                         | 300                        | 347                     | 347                   | 1.35                     | 4.28                 | 715.6           | 708.0      | -               |                         | 716.60       | 22.0         |                      |